# Brückner Glacier
Brückner Glacier är en glaciär i Antarktis. Den ligger i Västantarktis. Argentina, Chile och Storbritannien gör anspråk på området. Brückner Glacier ligger 810 meter över havet.
Terrängen runt Brückner Glacier är varierad, och sluttar österut. Trakten är obefolkad. Det finns inga samhällen i närheten.